# Sant Marcel·lí (barri de València)
Sant Marcel·lí, és un barri de València, part del districte de Jesús, a l'extrem sud de la ciutat.
Se situa entre els barris de la Torre i la Creu Coberta. Al nord, limita amb l'avinguda del Doctor Tomás Sala, part de la Ronda Sud de València; al sud, amb l'autovia de Benetússer-Paiporta, poc al nord de la nova llera del riu Túria; a l'est, amb el cap del carrer de Sant Vicent Màrtir; a l'oest, amb el parc de la Rambleta. A més a més, una llenca del barri rau al nord de la Ronda, fins al carrer de Tomás de Villaroya i la creu de terme anomenat la Creu Coberta.
Té una forma de quadrat i compacte, de quatre carrers per cinc. El cor del barri és l'església, que es troba al final del carrer de Sant Marcel·lí, entrada principal al barri. Amb una morfologia quadrada, els seus límits administratius, no són molt més extensos que el seu nucli urbà.

## Història
El barri de Sant Marcel·lí va sorgir com un grup de vivendes socials per a famílies molt modestes. Als anys quaranta del segle XX, a instàncies de l'ajuntament de València i promoguts per diferents organismes públics i institucions privades, es van construir grups d'habitatges socials a diferents zones del terme municipal, generalment força allunyats del centre històric, per exemple en barris com Benicalap, la Torre o Aiora.
Les característiques dels habitatges reflectien la penúria dels materials emprats i les limitacions de pressupost, subjecte tot això al compliment de normatives i ordenances. Així ja el 1943 es va modificar el projecte del Grup Ramiro Ledesma, reduint el nombre d'altures a quatre, per evitar la instal·lació d'ascensors a què obligava la nova Ordenança d'ascensors de l'Institut Nacional de l'Habitatge.
L'adquisició de terrenys a l'extraradi de la ciutat va ser l'opció més viable per a ubicar aquests habitatges. La forma tipus que adoptaran més freqüentment és la de bloc tancat de planta regular al voltant d'un pati central comunitari, en referència a models centreeuropeus que també es van utilitzar en edificis per a persones de més capacitat econòmica, com la Finca Ferca (el nom oficial del qual és Secció D de la Finca d'Agents Comercials).
El context ideològic de la postguerra, període d'influència del nacionalcatolicisme, es manifesta en l'organització dels blocs i barriades en fer de l'església un edifici essencial en la composició dels nous barris i grups d'habitatges. D'altra banda, s'intenta vincular l'aspecte dels blocs d'edificis a un model de modesta arquitectura popular rural, justificant així allò que era una necessitat per la manca de millors mitjans i materials.
Així, Sant Marcel·lí s'organitza com un conjunt d'illes completes de blocs de quatre plantes d'habitatges barats que usen l'arrebossat per als panys del mur exterior i que s'articulen al voltant d'una illa que inclou l'església com a element dominant.
El primer projecte d'edificació de Sant Marcel·lí data del 1949. Està signat pels arquitectes Pablo Soler Lluch i Carlos E. Soria Pérez. L'emplaçament elegit per al grup d'habitatges de Sant Marcel·lí es trobava entre el Cementeri General de València i el Camí Reial de Madrid (posteriorment anomenat carrer de Sant Vicent Màrtir). L'accés principal venia d'aquest camí, mentre que pel costat del cementeri tenia una eixida secundària al Camí de Jesús (posteriorment anomenat avinguda de Gaspar Aguilar). Així els habitants del barri tenien accés tant als tramvies i autobusos que unien Silla i Catarroja amb València, com a la línia 9 del tramvia que donava servei al cementeri. Al sud de la barriada es trobava ja en construcció en aquell moment la Ciutat de l'Aprenent.
L'objectiu era oferir cases amb lloguer molt baix, que fossin assequibles a les persones més modestes. El Grup Sant Marcel·lí estava promogut pel Patronat Benèfic de Mare de Déu dels Desemparats, presidit per l'arquebisbe Marcelino Olaechea. Es tractava d'un exemple de colònia situada als afores de la ciutat, l'entramat urbanístic de la qual utilitzava, però que es desenvolupava amb una elevada autonomia que aconseguia incorporant instal·lacions de serveis pròpies: escola, església –ambdues amb els seus serveis annexos- i vuit locals comercials.
La superfície total del solar del projecte d'habitatges socials era de 23.268 m². En formar-se les quatre illes d'edificis, es van crear carrers, per la qual cosa la superfície realment aprofitable es va estimar en 17.420 m². Les illes es van numerar de l'I al IV. D'aquestes quatre illes, el patronat només posseïa completament la I i la IV. Tenia aproximadament la meitat de la II i la III.
L'illa I, envoltada pels carrers Juan Perpinyà, Sant Pius X i Arquebisbe Olaechea, tenia una superfície en projecte de 5.130 m². Es componia de dotze immobles amb un total de 184 vivendes i quatre locals comercials. Vuit dels immobles tenien quatre habitatges per planta, mentre que els altres quatre només tenien dos habitatges per planta. Hi havia vivendes a les plantes baixes, on també hi havia –als xamfrans- els quatre locals comercials. Amb aquesta distribució s'evitava la necessitat legal d'instal·lar ascensors i s'abaratien els lloguers.
Els habitatges es van distribuir en tres categories en funció de la distribució interior. 144 tenien tres dormitoris, vestíbul, cuina, menjador i galeria. Altres setze tenien la mateixa distribució però amb dos dormitoris. Les 24 més modestes també tenien dos dormitoris, però no tenien galeria i tenien unificats cuina i menjador.
La planta baixa se situava a vuitanta centímetres de la rasant del terra per evitar humitats. S'edificà en algunes parts de la façana una falsa cinquena planta parcial a efectes purament estètics. El conjunt de l'illa es tancava sobre un pati central, que contenia uns jardinets privats dels habitatges de les plantes baixes i una gran superfície enjardinada de 1800 m² d'ús comunal, que inclou jocs infantils i és accessible des de totes les escales. Els jardinets privats compensaven als habitatges dels baixos la falta una galeria per a escampament i estesa de roba, element que tenien els altres habitatges.
L'illa II, envoltada pels carrers Reverend José Noguera, Sant Marcel·lí i Arquebisbe Olaechea, tenia una superfície de 4800 m² en què es projectava construir 132 habitatges i dos locals comercials. Dels habitatges, dos tenien quatre dormitoris, 104 eren similars a les de tres dormitoris de l'illa I, vuit tenien tres dormitoris però amb la cuina i el menjador fusionats, i divuit corresponien al model més modest de dos dormitoris amb cuina-menjador. L'emplaçament dels locals comercials i l'ús d'espai central de l'illa també era similar al bloc I. A l'illa III s'havien projectat 105 habitatges i dos locals comercials. L'ús dels espais centrals de l'illa i l'emplaçament dels locals comercials segueix el model de les altres dues illes. Pel que fa a la distribució d'habitatges, hi ha petites diferències. Hi ha un habitatge de quatre dormitoris i 88 de tres dormitoris i tres habitatges de dos dormitoris, en tots aquests casos amb la cuina i el menjador separats. A més hi havia habitatges amb cuina-menjador, set amb tres dormitoris i sis més amb dos. Amb aquestes tres primeres illes es pretenien aconseguir 421 vivendes i vuit locals comercials.
La poma IV estava destinada a serveis. Incloïa l'església, temple parroquial amb els serveis annexos i casa rectoral, i les escoles, destinades a la població resident. El grup escolar ocupa la meitat de la poma. L'escola està formada per sis graus escolars, sis habitatges per al personal de les escoles i el saló d'actes.
Les dimensions previstes del temple no es consideraven suficients per a la població a qui anava dirigit i que s'estimava en 2500 persones. Atès que pressupostàriament era inviable construir una església de mida més gran, es va optar per edificar-ne una mitjana i utilitzar de forma puntual el saló d'actes escolar de manera que pogués duplicar-se la capacitat del temple.
L´església seguia la disposició tradicional. Comptava amb una sola nau d'onze metres d'amplada per 35,50 metres de longitud, amb capelles laterals entre pilars que dividien la nau en crugies de quatre metres de llum, excepte a la zona anterior al presbiteri, on es va projectar una cúpula, amb un espai com a creuer amb 8,50 metres de llargada per onze metres d'amplada. El presbiteri compta amb una amplada igual a la de l'església i una profunditat de sis metres. Per reduir despeses, es van descartar les voltes, de manera que el temple es va cobrir a dues aigües, suportant-se mitjançant ganivets metàl·lics que recolzaven directament sobre els pilars de formigó. En evitar les embranzides de la volta es van reduir les tensions als murs de tancament, que d'aquesta manera es van poder disminuir en gruix fins al mínim precís per aconseguir l'aïllament tèrmic i acústic, i la protecció contra la humitat. L'església tindria per sostre un cel ras compost per una sèrie de cassetons d'escaiola penjats directament dels ganivets.
La Capella de la Comunió és una nau adossada al temple de 16,50 metres de llargada per vuit d'amplada. Els serveis annexos al temple que es van projectar van ser sagristia, racionalat, vestuari de sacerdots, oficina parroquial, despatx del rector, sanitaris i un jardí reduït. Aquestes dependències se situaven al voltant d'un pati amb jardí en forma de claustre, connectades al presbiteri ia la Capella de la Comunió, i amb accés independent al carrer.
La torre campanar, de planta quadra, es va projectar exempta. Formava l'eix central del conjunt format per l'església, la torre i la Casa Rectoral.
La Casa Rectoral estava formada per una planta baixa, que acollia els locals d'Acció Catòlica, amb secretaries, despatxos i sala de reunió, i dues plantes altes. Aquests albergaven els habitatges del rector i del vicari, la distribució interior del qual incloïa vestíbul, despatx, menjador, cuina, rebost, bany, rober i tres dormitoris. Al fons del local de la planta baixa se situava la vivenda del sagristà, composta de vestíbul, menjador, cuina, lavabo i dos dormitoris. Al costat d'aquesta casa hi havia un ampli pati amb jardineria emplaçat com un clàssic hort parroquial.
El projecte de grup d'habitatges presentava diverses deficiències per a la seua aprovació per la Comissió dUrbanisme municipal. Algunes d'aquestes es devien a problemes amb l'emplaçament i d'altres a característiques del projecte. Independentment, hi havia la qüestió de la propietat de les illes II i III, de les quals el Patronat només en posseïa una part, i el finançament de l'illa IV.
Les illes II i III es trobaven dins de la zona de cinc-cents metres de protecció al voltant del Cementeri General. El problema venia de l'aplicació de les Reials Ordres de 5 de novembre de 1925 i de 18 de gener de 1926 sobre aquest perímetre de protecció, que era una qüestió que no estava clara. Es va resoldre gràcies a la intervenció de l'arquebisbe de València, Marcelino Olaechea, que com a President del Patronat, va formular un recurs de reposició, en què assenyalava dues raons de pes per a la concessió de la llicència. Una era la construcció a la mateixa zona de protecció i pel mateix Ajuntament, de l'Hospital per a Infecciosos, i al costat la del Col·legi de Sordmuts, obra de la Diputació Provincial. El segon argument era que l'expedient per a la construcció d'aquest grup havia obtingut les ajudes de l'Institut Nacional de l'Habitatge i del de Crèdit per a la Reconstrucció Nacional, cosa que suposava un reconeixement explícit de la validesa.
L'illa I excedia en alçada pels elements ornamentals que simulaven part d'una cinquena planta. Tot i que la memòria l'assenyalava la seua condició ornamental, la Comissió no els considerava així. A més, els locals comercials situats a les plantes baixes no disposaven de sanitaris ni de ventilació posterior. Finalment, les volades sobresortien vuitanta cm., que era el doble del màxim permès. Aquestes objeccions van desaparèixer una vegada solucionat el problema de les illes II i III respecte de la distància al Cementeri General.
Al març de 1956 es va presentar un nou projecte que resumia allò executat fins al moment i incrementava les obres a realitzar. A les quatre illes inicialment previstes el Patronat havia construït 400 habitatges, dels quals 172 a l'illa I, la previsió original de la qual era 184; 126 a l'illa II (de 132 previstes); i 102 a la III (de 105). També s'havien construït tots els locals comercials.
Però l'illa IV no es podia construir perquè el Patronat no havia aconseguit prou finançament de l'Institut de Crèdit per a la Reconstrucció Nacional. Sense prou diners per afrontar tota l'obra, el Patronat va iniciar la construcció del saló d'actes i de les escoles utilitzant els seus fons particulars i una subvenció de 450.000 pessetes de l'Institut Nacional de l'Habitatge. La finalització del saló d'actes permet utilitzar-lo per a la celebració de misses, i dos locals s'habiliten per a escoles, mentre que un petit saló es va destinar a tertúlies.
El Patronat es va encarregar també de la urbanització de la zona, disposant les xarxes de clavegueram, aigua potable i subministrament elèctric. El 1956 es va presentar el projecte per a la construcció de dues noves illes a Sant Marcel·lí, sobre terrenys adquirits per a la construcció d'habitatges de renda limitada. El projecte era signat per l'arquitecte Pablo Soler Lluch. Encara que la previsió original era construir dues illes amb un total de 268 habitatges, finalment només se'n va construir la primera –limitada pels carrers Arquebisbe Olaechea, Sant Pius X i Sant Marcel·lí- i amb un total de 124 allotjaments. A més, es va tornar a sol·licitar l'edificació del temple parroquial i del col·legi. Els habitatges d'aquesta nova illa es van distribuir en quatre grups (tipus A, B, C i D), però aquesta classificació és confusa, ja que hi havia fins a divuit opcions diferents de distribució. També variava molt la superfície (entre 49,35 i 89,28 m²), quan a l'illa I el rang estava entre 55 i 70 m². Els lloguers dels tipus A, B i C eren de 100, 95 i 90 pessetes al mes.
A l'abril de 1954, comença a ser habitat el primer bloc d'habitatges, sent la família de Moisés Pérez i Maruja Lamata els primers a arribar.

## Associacions del barri
El barri de Sant Marcel·lí compta amb una reivindicativa Associació de Veïnes i Veïns, que des del 16 de juny de 1976, ha fet que el barri haja progressat en infraestructures i millor qualitat de vida. Entre els membres d'aquesta associació cal esmentar l'escriptora de contes infantils Clara Santiró Font, que residí al barri des dels anys 60 fins a la seua mort l'any 2006.
També compta, des de 1980 amb una societat musical, la Unió Musical l'Horta de Sant Marcel·lí, nascuda com a projecte de l'Associació del Veïnes i Veïns, sòcia fundadora de la Federació de Bandes de la Ciutat de València. En l'actualitat compta amb una banda simfònica de 95 membres, una coral, una banda juvenil de 60 components, una orquestra de corda i una escola d'educands amb tres-cents alumnes matriculats.

## Festes

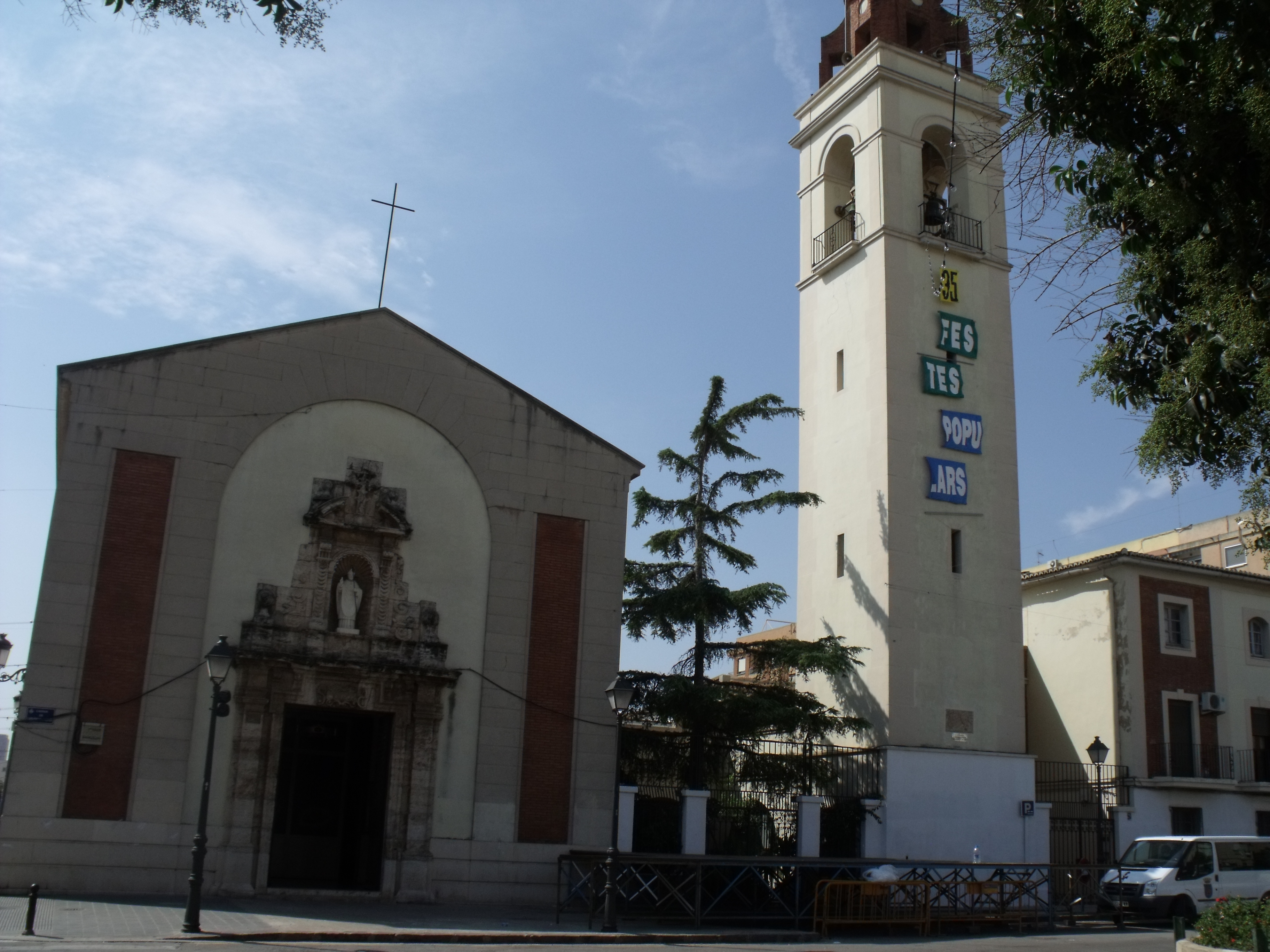
Església de Sant Marcel·lí.

El barri compta amb dues comissions falleres: Arquebisbe Olaechea-Sant Marcel·lí i Enginyer José Sirera-Pius IX.
Cada any a mitjans de setembre se celebren les Festes Populars, que ja superen les XXXV edicions, en les quals es realitzen nombroses activitats i participen un gran nombre d'associacions del barri (com la falla Arquebisbe Olaechea, la Penya Valencianista i la Unió Musical l'Horta, entre altres). L'element principal de les festes són els concerts de música realitzats a la nit en la plaça de l'església i, des de 2009, els cicles de tabalet i dolçaina i de torres humanes.

## Esports
Al barri hi ha dos equips de futbol (el Sant Marcel·lí i la Rambleta)
Compta, des de 1996, amb la Penya Valencianista de Sant Marcel·lí. Esta penya té una presència molt activa i participa en totes les activitats que es desenvolupen al barri. Va ser fundada en honor del futbolista del barri Sergio Melgarejo i al març de 2006, va celebrar el seu X aniversari i va comptar amb la presència del president del València CF entre d'altres. També hi ha una penya barcelonista.

## Equipament
Disposa de tres col·legis públics de primària, CP Sara Fernández, CP Faust Martínez i CP Professor Ramiro Jover, a més del col·legi Salgui i el col·legi de Sant Marcel·lí, concertats. El pla del barri és del tot modern, amb carrers rectes i una profusió de replacetes. Cal remarcar que existeix una franja urbanitzada entre el carrer de Sant Vicent i les línies de tren que, tot i fitar amb el barri de Sant Marcel·lí, és de fet part del barri veí de la Rambleta, com també ho és el parc homònim.
El 2 març 2012 s'inaugurà al barri el conegut com Espai Rambleta, un nou centre cultural anomenat La Rambleta, que disposava a més d'un gran teatre-auditori (per a 700 espectadors), un cafè-teatre, sales de música, d'assaig, una biblioteca municipal (dedicada a l'escriptora Clara Santiró Font, sales polivalents per a exposicions, una cafeteria i dues plantes d'aparcament.

## Transport
Sant Marcel·lí disposa de bons accessos a la Ronda Sud i alhora amb l'autovia de Benetússer-Paiporta i la segona ronda de circumval·lació (Ronda de Trànsits).
El barri és servit per les línies 9, 10, 18, 27, 64, 99 i el nitbús N6 de l'EMT de València.